# ZNF645
ZNF645 (англ. Zinc finger protein 645) – білок, який кодується однойменним геном, розташованим у людей на короткому плечі X-хромосоми. Довжина поліпептидного ланцюга білка становить 425 амінокислот, а молекулярна маса — 48 785.
| 10         |  | 20         |  | 30         |  | 40         |  | 50         |
| ---------- |  | ---------- |  | ---------- |  | ---------- |  | ---------- |
| MNKMPAGEQE |  | CEYNKEGKYY |  | SKGVKLVRKK |  | KKIPGYRWGD |  | IKINIIGEKD |
| DLPIHFCDKC |  | DLPIKIYGRI |  | IPCKHAFCYH |  | CANLYDKVGY |  | KVCPRCRYPV |
| LRIEAHKRGS |  | VFMCSIVQQC |  | KRTYLSQKSL |  | QAHIKRRHKR |  | ARKQVTSASL |
| EKVRPHIAPP |  | QTEISDIPKR |  | LQDRDHLSYI |  | PPEQHTMVSL |  | PSVQHMLQEQ |
| HNQPHKDIQA |  | PPPELSLSLP |  | FPIQWETVSI |  | FTRKHGNLTV |  | DHIQNNSDSG |
| AKKPTPPDYY |  | PECQSQPAVS |  | SPHHIIPQKQ |  | HYAPPPSPSS |  | PVNHQMPYPP |
| QDVVTPNSVR |  | SQVPALTTTY |  | DPSSGYIIVK |  | VPPDMNSPPL |  | RAPQSQNGNP |
| SASEFASHHY |  | NLNILPQFTE |  | NQETLSPQFT |  | QTDAMDHRRW |  | PAWKRLSPCP |
| PTRSPPPSTL |  | HGRSHHSHQR |  | RHRRY      |  |            |  |            |

A: Аланін

C: Цистеїн

D: Аспарагінова кислота

E: Глутамінова кислота

F: Фенілаланін

G: Гліцин

H: Гістидин

I: Ізолейцин

K: Лізин

L: Лейцин

M: Метіонін

N: Аспарагін

P: Пролін

Q: Глутамін

R: Аргінін

S: Серин

T: Треонін

V: Валін

W: Триптофан

Кодований геном білок за функцією належить до трансфераз. 
Задіяний у такому біологічному процесі, як убіквітинування білків. 
Білок має сайт для зв'язування з іонами металів, іоном цинку. 
Локалізований у цитоплазмі.